# Stortjärnen (Piteå socken, Norrbotten, 726242-171458)
Stortjärnen är en sjö i Piteå kommun i Norrbotten och ingår i Åbyälvens huvudavrinningsområde. Sjöns area är 0,1 kvadratkilometer och den befinner sig 335 meter över havet.